# Tecmo Cup Football Game
Tecmo Cup Football Game è un videogioco uscito nel 1992 per NES appositamente per il mercato occidentale. Si tratta di una versione modificata di Captain Tsubasa (キャプテン翼?, Kyaputen Tsubasa), uscito nel 1988 in Giappone per la stessa console (chiamata Famicom nel Sol Levante) ed è basato sul celebre manga e anime Holly e Benji (Captain Tsubasa). Nella versione modificata e snaturata del videogioco, prodotta appositamente per il mercato occidentale, il gameplay non ha subito alterazioni importanti ma i personaggi di Captain Tsubasa vengono sostituiti da personaggi nordamericani inventati ex novo e la trama viene riscritta, cosicché si può dire che si tratti di due videogiochi diversi benché simili.

## Trama della versione giapponese originale
La trama è sostanzialmente la stessa del manga e dell'anime, trasponendo gli archi narrativi del torneo delle medie e del mondiale giovanile di Parigi. Nella prima parte del gioco bisogna guidare la Nankatsu alla vittoria del campionato nazionale delle medie affrontando le seguenti partite:
- Primo turno: Nankatsu vs Nishigaoka;
- Secondo turno: Nankatsu vs Minami Uwa;
- Terzo turno: Nankatsu vs Azumaichi;
- Quarto turno: Nankatsu vs Hanawa;
- Quinto turno: Nankatsu vs Meiwa Higashi;
- Quarti di finale: Nankatsu vs Hirado;
- Semifinali: Nankatsu vs Furano;
- Finale: Nankatsu vs Toho.

In caso di parità al termine dei tempi regolamentari si battono direttamente i tiri di rigore. Fa eccezione la finale tra Nankatsu e Toho che prevede i tempi supplementari ma non i rigori (in caso di parità dopo i supplementari entrambe le squadre vengono proclamate campioni ex aequo).
Nella seconda parte del gioco bisogna guidare la nazionale giapponese di calcio U16 alla vittoria del mondiale giovanile. La prima partita della seconda parte è quella di allenamento contro il liceo Toho. Successivamente il Giappone affronta la fase a gironi del mondiale giovanile, in cui è inserito in un girone a cinque squadre dove delle quattro avversarie due vengono scelte casualmente tra Portogallo, Polonia, Belgio, Malesia, Canada, Inghilterra e Spagna, mentre le altre due vengono scelte casualmente tra Italia, Argentina e Uruguay. In caso di primo posto nel girone (a parità di punti conta la differenza reti) il gioco prosegue con i quarti di finale contro una squadra tra Italia, Argentina e Uruguay (cioè quella delle tre che il Giappone non ha affrontato nella fase a gironi). Seguono le semifinali contro la Francia e la finale contro la Germania Ovest (in quest'ultimo incontro è possibile schierare Wakabayashi/Benji in porta al posto di Wakashimazu/Warner). Tra una partita e l'altra del mondiale è possibile girare Parigi, opzione che permette l'inserimento di Taro Misaki (Tom Becker) in nazionale qualora lo si riesca a incontrare.

## Modalità di gioco
A differenza di altri giochi di calcio si tratta di una sorta di gioco di ruolo in cui il giocatore, quando si trova vicino a un avversario o premendo un tasto, si ferma e può decidere con calma cosa fare a seconda se è in possesso o meno del pallone. Se è in possesso può dribblare, passare o tirare. Se invece non è in possesso di palla ed è vicino ad un avversario può effettuare un tackle oppure marcare l'avversario o intercettare l'eventuale passaggio. Il portiere, quando deve parare un tiro, può decidere se bloccarlo o respingerlo di pugno.
Il giocatore può effettuare i vari tiri speciali tipici del manga e dell'anime, ma il loro utilizzo è limitato dal fatto che essi fanno calare di molto l'energia del giocatore (quantificata numericamente dagli "HP", "Heath points"). Non appena gli HP del giocatore scendono al di sotto del "costo energetico" della tecnica speciale, essa non può più essere utilizzata. Quando gli HP del giocatore sono prossimi allo zero il rendimento del giocatore diventa scadente, non avendo ben dosato le proprie energie.
C'è inoltre la possibilità di tirare i tiri di rigore in caso di parità al termine dei regolamentari o degli eventuali supplementari. Il giocatore può scegliere tre direzioni (centro, destra e sinistra) sia per tirare i rigori a favore sia per parare quelli contro.
In caso di sconfitta in una partita a eliminazione diretta o di mancato primo posto nel girone, il giocatore è costretto a ripetere delle partite non ripartendo tuttavia dall'inizio del gioco. In compenso le statistiche dei giocatori salgono rendendo più facile il superamento delle partite da ripetere. 

## Versioni
Le versioni nordamericana ed europea hanno subito diverse modifiche, snaturando totalmente il videogioco. I protagonisti del gioco, cioè i personaggi di Holly e Benji, sono stati sostituiti da altri in stile occidentale.